# Bralette

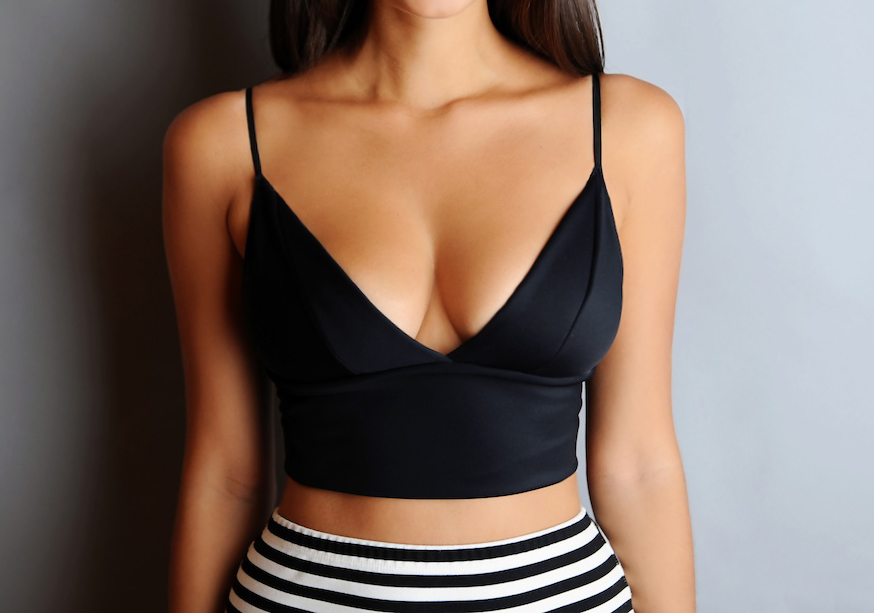
Bralette

Ein Bralette ist ein Büstenhalter ohne Polsterung und ohne Bügel.
Ein Bralette ähnelt etwas einem Top. Ein Bralette besteht oft aus feinen und leichten Stoffen sowie Spitze oder Baumwolle. Es hat dünne Träger und stützt weniger als ein Bügel-BH.
Das Bra bei Bralette ist der englische Begriff für „BH“, während „lette“ eine französische Verkleinerungsform ist.